# Marten Melsen
Marten Melsen, né à Bruxelles le 11 juillet 1870 et mort à Stabroek en 1947, est un artiste peintre flamand.

## Biographie

### 1870 – 1895: jeunesse et formation
Martin Melsen naît à Bruxelles le 11 juillet 1870 de nationalité hollandaise. La famille Melsen, originaire des Pays-Bas, est indissociablement liée aux polders de l'Escaut, où on retrouve dès le XVIIe siècle — tout près de Beveren — un village Melsen et un polder de Melsen. Au XVIIe siècle, on retrouve des familles Melsen à Kalmthout faisant fonction d'échevins. Les Melsen déménagent au XVIIIe siècle vers le Brabant-Septentrional (Pays-Bas). Le grand-père de Martin, Martinus Melsen (1808-1883) a, tout comme plusieurs de ses ancêtres, été bourgmestre de la commune frontalière Ossendrecht. De nombreux descendants dirigeront un commerce de gros ou de détail dans la viande. Certains travaillent dans l’import-export de la viande.
Il naît au moment des turbulences de la guerre franco-prussienne de 1870. Les années qui suivirent furent un âge d’or sur le plan économique. Il est le fils aîné de Adrien Melsen (1841-1913), Hollandais, et de Julie Cleiren (1841-1877), de nationalité belge. Les deux parents provenaient (selon certains auteurs) d’une longue lignée de cultivateurs vivant près de la frontière belgo-hollandaise. Ils étaient tous deux issus de familles nombreuses de douze enfants, ce qui fait que Martin avait des dizaines de cousins et cousines de part et d’autre des polders belges et hollandais, ainsi qu’à Bruxelles, où plusieurs de ses oncles et tantes s’établirent vers les années 1860-1870.
Son père, Adrien, avait ouvert une boucherie au Marché au Charbon, au sud de la Grand-Place de Bruxelles, et importait entre autres de la viande de mouton (gigot et côtelettes de bélier). Ses cinq oncles maternels, quant à eux, obtiennent le monopole de l’importation des fromages d’Edam et de Gouda et s'enrichissent.
À peine âgé de 7 ans, il perd sa mère, ce qui a sans doute profondément marqué le jeune Martin ainsi que son frère, Louis. Bien plus tard, à l’âge de 70 ans, Martin réalisera le portrait posthume de sa mère à partir d’une photo. 
D’après Emmanuel De Bom, l’intérêt pour l’art a peut-être germé dans l’esprit de Martin en observant dans son quartier une des plus belles églises de Bruxelles, Notre-Dame du Bon Secours, située rue du Marché au Charbon, où son frère et lui ont été baptisés et ont fait leur communion. Cette petite église baroque nichée dans un pâté de maisons recèle de superbes œuvres d’art, peintures et sculptures du XVIIe siècle.
Peu de temps après le décès de sa mère, son père se remarie avec la fille de son beau-frère. La belle-mère de Martin, Cécile Cleiren, mettra au monde un demi-frère, Mathieu Alphonse (1880-1920). Un an plus tard, en 1878, la famille déménage à la rue de la Croix de Fer, où ils ouvrent un second magasin, quelques maisons au-delà du magasin d’un des oncles, importateur de fromage.
Il s’agit du quartier élégant du Palais royal et du Parlement, du Parc Royal et du Cercle artistique et littéraire (Waux-Hall) où se déroulaient les expositions de presque tous les artistes qui s’étaient fait un nom dans la capitale. Près de la rue aux magnifiques maisons de maître où habitait Martin, le Cirque Royal venait d’emménager peu de temps auparavant. Il avait une capacité de milliers de places, abritait 110 chevaux et comptait parmi ses visiteurs le roi Léopold II : « on dit qu’il a émis les compliments les plus flatteurs pour le nouveau cirque, peut-être unique en Europe. » En 1880, le roi inaugurait également, au milieu d’une grande foule, un nouveau théâtre rue de la Croix de Fer : le théâtre Eden, d’une capacité de 1 500 places. Dans ce superbe édifice Belle Époque, parfois appelé Folies Bergère de Bruxelles, se tenaient également des bals populaires. La visite en 1888 de la troupe parisienne du Moulin Rouge au grand complet, fut un moment mémorable. La célèbre danseuse La Goulue, immortalisée par Henri de Toulouse-Lautrec, était du spectacle et le peintre lui-même était d’ailleurs présent lors de cette visite. Il n’est pas exclu que Melsen, en tant que jeune étudiant de l’Académie, ait assisté à cet événement exceptionnel qui se déroulait dans sa rue.
Martin Melsen habite donc au cœur de Bruxelles, témoin attentif de sa production artistique et musicale. En 1887 se tient, toujours dans la même rue, le premier salon du Voorwaarts, groupement artistique auquel participèrent des artistes tels que Franz Meerts et Jan Stobbaerts. 
Le deuxième magasin de ses parents semble, lui aussi, avoir connu de beaux jours. Entre-temps, Martin continue de dessiner. Une série d’aquarelles datant de sa période d’écolier a été conservée et datée plus tard par l’artiste, preuve de son jugement perspicace quant à l’importance de son travail (même de jeunesse). 
Vers 1885, en plein hiver, un incendie détruit le bâtiment du Parlement. L’incendie dure trois jours et trois nuits, une scène sous la neige qui ne manquera pas de laisser un souvenir persistant au collégien. Les archives de l’État sont temporairement mises à l’abri dans les appartements situés à l’étage du magasin et loués aux ministères touchés.
Dans les années 1880, il fréquente le collège de maître Stobbaerts à Bruxelles où il côtoie notamment des enfants issus des milieux bourgeois. Le collégien travaille quelque temps chez lui dans un des magasins appartenant à la famille,. Ses parents cultivent l’espoir qu’il entrera en faculté de médecine, mais Martin préfère le dessin qu'il pratique avec assiduité lors de ses vacances passées à Hildernisse, ferme située le long de la Oosterschelde, sur les prés salés des Pays-Bas et qui faisait partie du marquisat de Bergen op Zoom. On retrouve d’ailleurs ces fermes monumentales de la famille dans plusieurs de ses tableaux ou dessins.
Sa nationalité hollandaise le dispense du service militaire. Il reçoit la permission de suivre les cours du soir de l'Académie de Bruxelles, puis ceux du jour. Durant sept années, il fréquente ainsi l'Académie et reçoit l'enseignement de Stallaert, qui assure la classe de peinture figurative à destination décorative. Sa formation est conservatrice, ses professeurs se rangeant quasiment tous parmi les néoclassicistes. En 1893-1894, il reçoit un premier prix pour Printemps, élégante figure décorative présentant un garçon tenant une pousse de châtaignier. Si ses compagnons l'appellent le Stallaertiste, il s'éloigne rapidement du classicisme et s'en va habiter chez les paysans.

### 1895 – 1902: le perfectionnement
À l'Académie, Martin Melsen se lie d'amitié avec Firmin Baes, Louis Houwaert et le fils du graveur Demannez. Ils assistent notamment aux réunions tumultueuses de La Patte de dindon, cercle artistique qui fut aussi longuement fréquenté par Eugène Laermans. Martin se lie d’amitié — amitié qu’il entretiendra toute sa vie — avec Louis-Gustave Cambier (1874-1949), qui plus tard sera portraitiste. En 1902-1903, il écrit régulièrement à Martin les récits de son long voyage autour du monde entamé pour peindre à la mer Méditerranée, notamment sur les côtes anatoliennes et palestiniennes de l'empire ottoman.
Dès ces années, Martin reçoit des propositions de travaux de décoration : ainsi, il peint pour quelques membres de la famille des comptoirs de magasin et de bar, entre autres à Ossendrecht et Roosendaal. La presse est enthousiaste : dès 1896, son travail fait pour la première fois l’objet d’éloges, notamment à l’occasion d’un concours d’art dans la rue organisé par la commune d’Ixelles, où l’artiste réalise une peinture décorative sur la devanture appartenant à son cousin : « Pas mal du tout, la façade de M. Laeremans, marchand de fromages, chaussée d’Ixelles : il y a un certain cachet dans l’exécution du paysage. Les médaillons représentant deux types hollandais sont très bien rendus. Ce travail fait honneur à M. Martin Melsen, artiste-peintre. »
L’année suivante, en 1897, le magazine La Ligue artistique reproduit un dessin de Melsen, Aux bords de l’Escaut (1896) sur double page. Il s’agit de la confirmation du grand talent du dessinateur Melsen et on peut le comparer au Portrait de Rodenbach réalisé par Lucien Lévy-Dhurmer, datant de la même période. D’autres confirmations suivront : des reproductions dans les journaux bruxellois La Réforme et Le Petit Bleu du Matin (1899), une grande motivation pour le jeune et ambitieux artiste de 28 ans.
À cette époque, Melsen peint aussi des portraits de membres de sa famille et d’amis, tant pour s’exercer que pour gagner son premier salaire, même s’il ne souhaite pas tout vendre. Ainsi, il dessine ses grands-parents Melsen (1889 et 1893) et il peint des portraits entre autres de son confrère Brassine, un Autoportrait (1893) comparable à celui de Evenepoel (1897), le paysan Ko van Beek (Rikus, 1895), la paysanne Colletta van Santvliet (1898) et le remarquable portrait de Jakob & Benjamin (ca. 1899) pour lequel il s’est plus que probablement laissé inspirer par Rembrandt.
En outre, il réalise un beau portrait du pharmacien Bril (1900) et de son oncle Jan-Baptist Melsen, et deux portraits statiques — quasiment identiques — d'Elisabeth Cleiren. Ils témoignent de son talent et de sa grande maîtrise technique. Cependant, ces portraits restent — comme souvent chez les jeunes artistes ambitieux — avant tout des exercices pratiques. Ses confrères de l’époque ont d’ailleurs — en échange ? — réalisé le portrait de Martin.
Or, Melsen n’entend pas s’arrêter en si bon chemin et ne se limitera pas au portrait : l’ambition semble un trait de famille hérité de ses grands-parents qui non seulement étaient des cultivateurs respectés dans les polders mais qui exerçaient même des fonctions de prestige dans la vie politique locale. En bref, Melsen veut se faire un nom et est pleinement conscient du rôle important de l’artiste : « l’artiste doit guider le peuple ». Cependant, initialement, Melsen doit chercher à se faire une place. Tout en ne doutant à aucun moment de l’utilité de sa formation disciplinée et académique, suivie pendant sept ans, il en entrevoit aussi l’effet restrictif, dont il devra se libérer. Il mettra en effet sept ans à s’épanouir, à découvrir son talent personnel et son authenticité artistique.
Dès l’été 1894, il traverse pendant quatre mois les polders de la région belgo-hollandaise en compagnie de son confrère bruxellois Louis Houwaert qu’il avait connu à l’Académie. Ils choisissent comme sujet les paysans locaux : à cette époque-là, ceux-ci représentaient encore 85 % de la population belge. Il se peut que leur peinture commune Paysanne debout dans un champ date de cette année, puisqu’elle est signée « en coopération ». Une première version de Foire à Putte, réalisée de manière encore un peu maladroite, daterait également de cette période.
Bien que les premières œuvres de Melsen aient immédiatement été reconnues comme savoureuses et authentiques, les critiques lui reprochent d’avoir peint des trognes de paysans atteintes de macrocéphalie et manquant de beauté et de distinction. Ses partisans argumentent, quant à eux, que le paysan avait à l’époque, à la suite de son rude labeur, souvent développé des malformations physiques, qui aux yeux du citadin non averti peuvent paraître exagérées, alors qu’elles sont bel et bien authentiques et par définition pittoresques. Melsen partage d’ailleurs cette inspiration avec les anciens maîtres hollandais et flamands des XVIe et XVIIe siècles, qu’il avait en tant qu’étudiant attentivement observés dans les musées bruxellois. 
Vers 1897, il loue une petite maison à Stabroek au lieu-dit Hoogeind, à 500 mètres de la frontière hollandaise. Il y reçoit le gîte et le couvert chez une grosse fermière répondant au surnom original de « Mie Pot », en raison de son couvre-chef qui ressemblait à un pot de fleurs renversé. L’artiste y construit un atelier en bois en bordure d’un pré, où il a coutume d’inviter ses amis. Il s’y retire pour échapper à la vie mondaine bruxelloise afin de goûter au calme de la nature, qui lui convient beaucoup mieux : « Il se cloître tout seul à Stabroeck. »
Melsen a une profonde sympathie pour les paysans qui, à ses yeux, sont des gens simples et vrais. De Bom parle à ce propos d’un « retour aux polders par l’appel du sang », bien que la phase bruxelloise soit considérée par d’autres critiques non comme accidentelle, mais vraiment caractéristique de son œuvre. Sa famille qui prospère à Bruxelles n’arrive en tout cas pas à comprendre son départ pour Stabroek, village arriéré et difficile à atteindre : les parents de Melsen sont entre-temps devenus des commerçants aisés disposant de biens et du droit de vote, voyageant à Londres et Paris, et qui avaient acquis à la Belle Époque une jolie propriété de campagne, le Bollenhof, à Zaventem. Louis, le frère de Martin, devient un éminent agent de change et se marie avec une demoiselle de la haute bourgeoisie, tandis que l’autre frère de Martin, Alphonse, étudie la médecine à l’Université libre de Bruxelles. Dans une interview de 1933, Melsen en parle dans les termes suivants : « Mon père n’y comprenait rien. Que je devienne artiste-peintre, admettons, il n’avait rien contre. Il pensait en fait que cela revenait surtout à pavaner dans “la haute société”. Mais quelle idée que j’aille me confiner, comme un lapin dans un bled perdu ! Que diable y avait-il donc à voir ? Il faut savoir qu’à cette époque, les autres peintres partaient pour Genk, la campagne limbourgeoise ou la mer, en tout cas, le plus loin possible de Bruxelles. »
C’est dans ce cadre champêtre que Melsen peint un certain nombre d’œuvres typiques. Une question d’intérêt (1895) montre un intérieur où un fermier s’entretient avec son propriétaire près de ses sous, attablés à une table rustique. Un membre de la famille, Cleiren, fermier des polders très aisé, avait servi de modèle. À la même époque, vers 1895, il peint le Marché aux porcelets où il représente un paysan vantant ses porcelets, tandis qu’une paysanne costaude l’observe d’un air méfiant dans une attitude imposante et courbée.
Ensuite, il réalise son premier chef-d’œuvre Coin de kermesse (1897). La toile est remplie de paysans hauts en couleur, qui boivent de la bière et bavardent tandis qu’un orchestre joue sous la tente, où le drapeau belge flotte à la sortie. Cette peinture, une véritable évocation d’atmosphère de kermesse paysanne de la fin du XIXe siècle, sera l’œuvre la plus publiée de Melsen. Le tableau rappelle un cabaret de Evenepoel, peint à Paris à la même époque.
Suit alors Les dénicheurs d’oiseaux (1898), œuvre dans laquelle trois garnements observent un nid d’oiseaux qu’ils viennent de dérober, un thème qui longtemps auparavant avait été peint par Honoré Daumier. Enfin il y a En route pour l’église (ca. 1895-1899) où un long cortège de paysans très typés entre sous le porche de l’église. 
Vers 1900, il réalise à nouveau une réplique de la Foire à Putte (ou Putse Kermis), cette fois-ci sur grand format (80 × 130 cm). La foule de figures populaires renvoie aux parties de plaisir où les personnages tentaient d’épater la galerie et dont on retrouve une merveilleuse description dans le roman naturaliste Kees Doorik de Georges Eekhoud. 
Toujours à la même époque Melsen peint l’étourdissant et imposant Bal villageois à la grange, une œuvre capitale qui est peut-être devenue son œuvre la plus typique. Paul van Ostayen y a consacré une étude en 1917.
D’après Baccaert, la vie à la campagne a du bon pour l’artiste : 
« Les paysans sont simples et chaleureux, ils s’habillent de couleurs sobres ; ils parlent en se servant de mots justes et d’images et gestes appropriés ; ils ont des coutumes stables et bizarres. Melsen aussi apprend à raconter de manière étonnante, savoureuse et calme, truffant son discours de détails vivaces et de dictons bien placés. Il est sain d’esprit et de corps, mange et boit sainement, fait de longues promenades à vélo ou à pied, fait de la gymnastique, sème et bêche la terre. Ses longs rapports avec les gens de la campagne lui ont permis d’accéder directement à leur identité. Là où le citadin ne voit que rudesse et grossièreté, il ne voit que loyauté, attachement au vrai, spécificité et côté blagueur de la nature paysanne. Et lorsque, en cherchant et en tâtonnant, il porte son entourage sur la toile en lignes et couleurs, il devient évident qu’il a peint en ayant ses personnages dans l’âme. »
Et effectivement, l’artiste se consacre à étudier la vie paysanne : il connaît les habitudes populaires, sait comment le travail est organisé de manière périodique, il connaît les saisons : mois après mois ont lieu des activités typiques, qu’il fixe d’abord sous forme de dessin, complété ensuite à l’aquarelle ou dans une étude à l’huile assez schématique, avant d’accomplir le travail final dans son atelier. 
Cette notion culmine dans Douze Mois (vers 1898-1900), une série d’aquarelles de qualité exceptionnelle, une pour chaque mois de l’année. Pour chaque mois, l’artiste décrit l’activité agricole correspondante. Cette œuvre est probablement inspirée des Douze Mois de la main de Martin van Cleve (1527-1581), une série de panneaux représentant toute l’épopée de la vie paysanne. Melsen a utilisé ses propres petites merveilles réalisées à l’aquarelle comme base d’étude pour des toiles, ou pour des répliques qu’il fera ultérieurement.
La première aquarelle, Janvier, représente un paysage hivernal avec une femme ramassant du bois mort. En Février, les paysans dansent. En Mars on bêche la terre, en Avril on sème. Le mois de Mai se passe sous le signe de la procession annuelle du village, événement haut en couleur où la foule marche derrière le curé. Le soleil de Juin colore la jupe blanche de la petite fille avec la chèvre. En Juillet le foin est mis en meules et en Août on les charge. Septembre est le mois du marché annuel réputé, qui s’accompagne de la foire de village. En Octobre le paysan tente de vendre ses porcelets. Novembre se passe à labourer les champs et en Décembre on tue le cochon sous un ciel d’hiver, gris, sombre et brumeux.
Sa formation académique lui avait donné un bon bagage culturel, ce qu’il met à profit en recourant parfois à des thèmes mythologiques surtout empruntés dans l’art du passé, comme par exemple dans le puissant tableau Le Satyre (vers 1900-1903), représentant un homme ivre devant trois femmes dansant dans un bastringue. Voilà l’interprétation de Melsen du jugement de Pâris (Les Trois Grâces) : une « version paysanne » dans laquelle un garde-chiourme saoul approche trois paysannes au bal, mais sans beaucoup de succès : les femmes moqueuses, continuent de danser de manière provocante. 
On retrouve aussi des réminiscences de l’art religieux, entre autres dans ses madones (la mère et l’enfant), et indirectement aussi dans l’œuvre capitale Mie Pot (Femme avec Pomme, également appelé Générosité et Convoitise, 1901) dans laquelle il représente sa logeuse, la paysanne obèse Mie Pot, avec un tronc comme celui d’un bonhomme de neige et un visage de vieille sorcière. Melsen, le taiseux, l’intellectuel, parvient ainsi à communiquer sa tendresse pour cette femme du peuple, qui l’avait pris sous son aile pendant son long séjour de célibataire parmi les paysans et qui lui a fourni le gîte et le couvert pour 5 francs par mois (un coq coûtait alors cinquante centimes). En utilisant le bleu foncé et le rouge pour ses vêtements, il renvoie à l’Immaculée Conception de la Vierge Marie.
Vers 1899, Melsen se fait membre du cercle artistique réputé Aze Ick Kan ainsi que du cercle d’art Labeur à Bruxelles, auquel il adressera pendant neuf ans des envois annuels. Il envoie également ses œuvres aux salons d’art officiels et annuels organisés par la Société royale d’encouragement des Beaux-Arts qui se déroulent entre autres dans les villes d’Anvers, Bruxelles, Gand et Liège. Finalement, l’appartenance à un cercle artistique semblait le seul moyen pour un artiste de faire connaître son œuvre du public : avant l’arrivée de Georges Giroux en 1912, il n’y avait pas encore de galeries d’art privées en Belgique. D’autres cercles de la même époque tels La Libre Esthétique, Le Sillon, Voorwaarts, Vie et Lumière, De XIII ou L’Art contemporain exploraient chacun leur propre style et originalité.
D’emblée Melsen s’y sent chez lui, d’autant plus que la plupart des membres sont d’anciens amis de l’Académie. Le cercle Labeur compte plusieurs nationalités : Paerels et Maurice Nijkerk sont également Hollandais, Henri Ottmann est Français, Fernand Schirren est un mélange. Il fait découvrir le jeune talent de Henri Thomas à travers ses portraits de bourgeois. Emile Thysebaert, Richard Baseleer, Louis-Gustave Cambier et Louis Houwaert y sont également exposés, ainsi que le peintre de paysages René de Baugnies, un autre ami de Martin.
Labeur comptait aussi quelques sculpteurs de talent comme Jules Herbays, Baudrenghien et Léandre Grandmoulin, pour lequel Melsen avait une sympathie particulière et en compagnie duquel on l’invitera à exposer plus tard en 1918 à la Galerie Giroux. Melsen s’y lie d’amitié avec les compositeurs belges Paul Gilson et Auguste de Boeck, qui se servaient de ces cercles artistiques pour faire entendre leurs compositions musicales. Jacques Madyol réalise les affiches pour les expositions en style Art nouveau. Sander Pierron exerce la fonction de secrétaire du joyeux groupe d’artistes, organise des conférences et fait bâtir sa maison par l’architecte Victor Horta.
Dans les années 1904-1907, Labeur invite aussi d’autres artistes, parmi lesquels des membres de l’école de La Haye, Eugeen van Mieghem, Armand Rassenfosse, Valerius De Saedeleer, Jules De Bruycker, Victor Hageman (de) et Walter Vaes. 
Avec certains des « Fauvistes brabançons » déjà cités, quelques-uns sous mécénat du brasseur François van Haelen de Uccle, Melsen part en excursion pour peindre, d’abord dans les environs de Bruxelles, dans le Pajottenland, ensuite dans les polders autour d’Anvers, au Brabant-Septentrional et en Zélande. Enfin, Melsen a une sympathie toute particulière pour James Ensor, un peu plus âgé que lui, qui apprécie en Melsen son originalité. Melsen rendra régulièrement visite, jusqu’à un âge avancé, au curieux peintre des masques qui a, comme lui, une très forte personnalité. 
Dès sa fondation en 1902, Melsen devient également membre du cercle artistique bruxellois Le Lierre. Son talent est considéré par les critiques comme trop important pour ce groupe aux talents plutôt moyens. Melsen ne semble en effet pas y avoir d’égal ni y trouver un défi quelconque. Il arrêtera sa participation au bout de quatre ans. 
L’originalité de ses sujets est d’emblée très appréciée. Quoiqu’on lui reproche la caricature trop poussée des paysans, en les dotant de malformations physiques. En dehors des imperfections techniques, les critiques sont cependant impressionnés par l’originalité de l’œuvre de Melsen,.
Melsen gardera toujours, quant à lui, de bons souvenirs de son temps passé en compagnie de ses confrères bruxellois : 
« Les artistes eux-mêmes étaient des bohémiens, des anarchistes. Ceci vous évoque-t-il de grands chapeaux, des grandes cravates, des grandes capes, de grands souliers… et une grande soif, vous avez tout faux ! Nous vivions sobrement afin de joindre les deux bouts. Notre argent passait à acheter de la peinture et des toiles. À l’inauguration nous tenions le soir un banquet de lapin chez Moeder Lambic au Bois de la Cambre, et parfois dans le restaurant réputé Le Cygne, où nous recevions un long souper pour 2,5 francs, y compris un faro. »

### 1902 – 1910: la maturité
Melsen a eu besoin de sept années (de 1895 à 1902) pour se libérer du « joug académique », exactement le même nombre d’années qui l’avaient formé à l’Académie de Bruxelles de 1888 à 1895. Dans une interview de 1933, il témoigne : 

« Je ne suis pas un révolutionnaire, mais toutefois je crois qu’une académie peut faire beaucoup de tort. Elle jugule la personnalité, impose des lignes à suivre pour toute une vie, est un point de rencontre de clichés, n’aiguise pas la vision originale, ne fait que suivre une seule direction, une école, alors que celle-ci est déjà morte depuis longtemps. L’art reste une affaire d’individu. La première chose qu’on puisse exiger d’un artiste est son honnêteté. On travaille trop pour plaire. Chercher à faire étrange est également une manière négative de chercher la flatterie. Or, dès sa sortie de l’académie, un peintre devrait en fait pouvoir s’appuyer sur un manager intelligent, tout comme un champion de boxe. L’artiste semble bien impuissant dans la vie matérielle. Au niveau spirituel, l’artiste doit guider le peuple. Celui-ci suit malgré tout et bien que lentement, le bien comme le mal. »

Baccaert décrit cette lutte pour se défaire de l’académisme :

« Ce qui frappe d’emblée dans son œuvre, était sa recherche de libération. Il veut se faire une place, mais sent qu’il faut pour cela d’abord être quelqu’un. Sa formation de peintre ne correspondait pas à sa nature qu’il doit nourrir en travaillant dur et de manière totalement dévouée. Désormais il consacrera sa vie entière à s’adapter à l’environnement qu’il s’est choisi. Jour après jour, il se rapproche des gens de la région.  »

Vers 1902, Melsen semble avoir trouvé un équilibre : en mai 1902, il participe au Salon de la Société des artistes français, qui se tient chaque année au Grand Palais à Paris. Il leur envoie l’œuvre la plus expressive qu’il ait jusqu’ici réalisée : Réunion d’agriculteurs (Boerenbondsvergadering, 1902) une aquarelle représentant un intérieur de café chaleureux avec une foule de figures, un paysan avec un képi de travers, somnolant, un autre endormi, étalé sur deux chaises, l’idiot du village avec la braguette ouverte entonnant une chansonnette, deux bambins du coin, des affiches de vente à la criée au mur. Bref, une œuvre faisant preuve autant d’authenticité et d’humour que de perfection technique. Son talent de dessinateur s’est à présent entièrement épanoui : Octave Maus et Léonce du Câtillon attribuent à cette œuvre une qualité magistrale. 
Melsen met cette occasion à profit pour visiter Paris. Le jeune homme sportif se prépare bien et fait le voyage à vélo de Bruxelles à Paris, où il loge à l’hôtel. Il retrouve sans doute quelques amis amateurs d’art au Salon, où sont bien sûr représentées les tendances de l’époque, du néo-impressionnisme au pointillisme en passant par le symbolisme préraphaélite et le naturalisme. De musée en musée, il admire les grands maîtres français et italiens. 
À la fin de 1903, Melsen reçoit l’occasion d’organiser sa première exposition individuelle : on l’invite à exposer au Cercle artistique et littéraire à Bruxelles. D’éminents critiques d’art comme Camille Lemonnier, Edmond Picard, Octave Maus, Paul Colin et Pol de Mont y font l’éloge de son œuvre, même si le côté caricatural n’échappe pas toujours à la critique. Son œuvre devient plus mature, avec de puissants coups de pinceau et de truelle, d’épaisses couches d’huile et une assurance inébranlable dans la composition. Il semble que les imperfections techniques aient disparu. La presse salue les progrès du peintre, bien que Georges Eekhoud ait encore du mal à accepter ses caricatures :

« Je souhaiterais qu’il choisisse des types au visage moins laid et aux formes moins rudes : surtout parce que la belle race n’est pas ce qui y manque. Il suffit d’y visiter quelques fermes et d’observer les filles solides au teint vif — ou d’assister à Capellen et à Hoevenen à la gare ferroviaire au départ ou l’arrivée des jeunes et turbulents travailleurs de la terre ou arrimeurs — lesdits hommes et main d’œuvre des polders, qui allaient tous les jours travailler à Anvers. J’espère alors que monsieur Melsen se mettra à peindre ces gaillards-là. On a trop tendance à considérer nos paysans à travers les lunettes de la caricature, surtout lorsqu’ils sont dès leur prime jeunesse habitués à travailler en plein air, les seuls types d’hommes qu’on puisse comparer aux héros de l’Antiquité grecque et de la Renaissance.  »

Melsen immortalise à présent le paysan dans toutes les variantes de ses faits et gestes, avec tout l’humour et l’ironie propre au Bruxellois. Cependant, certains restent imperméables au détail narratif, même s’il s’avère que la représentation de chaque détail ou le manquement symbolique soit devenue une qualité de la peinture contemporaine :

« Les qualités que nous louons chez Maurice Nykerk se retrouvent, assez déformées par un penchant à la caricature, dans les tableaux de Melsen. Mais nous avouons être peu enthousiastes de cette tendance à la spécialisation à outrance qui caractérise toute la peinture moderne. L’art, paraît-il, s’est orienté vers la vie. C’est un peu comme qui dirait l’application du microscope aux beaux-arts ; le type n’existe plus, en revanche, nous voyons partout de scrupuleuses analyses des moindres manies, des moindres tics de l’individu. C’est donc le côté drôle, caricatural des paysans flamands qui requiert surtout Melsen. Et il le rend parfois d’une façon très spirituelle. Nous avons principalement retenu le geste du rustre ivre qui chante dans l’estaminet. Jan Steen ne l’aurait pas mieux saisi.  »

Alors qu’il habite et travaille à Stabroek, Melsen fait des virées dans les environs et dans les provinces avoisinantes — de la Zélande à Maastricht —, d’habitude à vélo, afin de trouver l’inspiration pour son travail. Durant les mois d’hiver et pendant la période d’exposition, il réside normalement à Bruxelles, où il loge chez sa famille ou chez des amis. Pendant les premières années du XXe siècle, il visite régulièrement les salons annuels des autres cercles artistiques bruxellois (tels que Le Sillon, La Libre Esthétique, Vie et Lumière), où il se tient au courant des mouvements musicaux et littéraires en vogue à l’époque. Le compositeur Paul Gilson lui demandera sur place de trouver des mélodies populaires pour orchestrer le théâtre de Eekhoud. Auguste de Boeck lui procurera également — à part des tickets d’entrée pour les opéras qu’il compose — une jeune petite amie (qui deviendra plus tard l’épouse de Melsen). Le compositeur Jef van Hoof lui demande d’illustrer des chansons. L’homme de lettre Pol de Mont — qui deviendra conservateur de musée — demande à Melsen de livrer un commentaire sur ses dessins. Son ami de l’Académie, Joseph Vanneck — plus tard architecte en chef de l'Exposition universelle de Bruxelles en 1935 — lui rend visite et dort alors dans l’alcôve de Melsen, tout comme les poètes Willem Gijssels, Raphaël Verhulst, et Victor de la Montagne, ou l’artiste peintre Louis-Gustave Cambier dont on enduisait la figure au charbon, lorsqu’il n’arrivait pas à sortir du lit ; tous disent que Martin n’était jamais en reste d’une pointe d’humour. 
Melsen entame aussi des voyages, entre autres à La Haye, à Amsterdam, en Allemagne, et vers 1905 en Suisse et en Italie. Il entretient et reçoit une correspondance abondante, et collectionne des cartes postales avec des illustrations des chefs-d’œuvre de l’histoire de l’art rencontrés dans les musées : en voyage, il se les envoie à son propre domicile. Une carte postale en couleurs, une nouveauté à l’époque, était une façon de s’instruire et était moins chère que des livres d’art, encore assez rares à l’époque.
Melsen est à présent considéré comme le maître des tableaux de la vie paysanne. Il crée des chefs-d’œuvre que Du Câtillon qualifie en 1902 de « pétillants de la vraie vie et de couleur », comme dans La Kermesse au hameau (1903), un grand tableau dans lequel il a repris la composition de Steen ou Teniers. Il continue aussi de travailler à un autoportrait très original, Chez le peintre (1904), où l’on voit le peintre debout — en sabots — entouré de jeunes petits paysans, dont certains admirent le tableau placé sur le chevalet.
Pour l’Exposition universelle de Liège en 1905, il envoie une gouache, Soir chez les paysans qui représente une famille de paysans rassemblée autour d’un poêle de Louvain, sous l’éclairage d’une lampe à huile qui renvoie des ombres quelque peu effrayantes sur le mur. L’œuvre est couronnée et lui vaut une médaille de bronze. D’importants collectionneurs privés belges achètent l’œuvre de Melsen, tels que l’éditeur Yvan Lamberty, le parlementaire Jules Destrée, le docteur Jules Thiriar, le décorateur François Franck, l’homme d’affaires anversois Frédéric Speth, le brasseur François van Haelen et l’industriel Émile Boch. Melsen comptait également les conservateurs de musée Fierens-Gevaert et De Mont parmi ses collectionneurs, ainsi que les sénateurs Coppieters, Van den Nest et Picard.
Après avoir au préalable réalisé plusieurs études, il peint Enfants dans un verger (achevé en 1905). Le recours au luminisme lui a peut-être été inspiré par les expositions du cercle artistique impressionniste Vie et Lumière, dont Émile Claus et Jenny Montigny étaient membres. Il entame aussi l’œuvre très naturaliste, presque stoïque Le laboureur et sa famille (environ 1903-1905) représentant une famille de paysans marchant en enfilade à travers les champs après la messe du dimanche. Cette œuvre majeure ne manque pas d’impressionner Edmond Picard, qui compare la famille de paysans à une harde de sangliers : « Le sanglier, la sanglière et les marcassins. Morceaux terribles et attirants, peintures d’Idées. » Melsen exposera cette œuvre à diverses reprises, entre autres en 1908 à la Sezession à Berlin.
Dans son enthousiasme, Picard invite Melsen à son importante exposition d’été au Kursaal d'Ostende en 1907, le Salon des Beaux-Arts d’Ostende. La presse écrit à cette occasion : « Martin Melsen, si aimé du public, a envoyé un stock de ses impressions pleines d’humour campinois  ». Melsen y participe avec pas moins de douze peintures, et vend, pour 800 francs, une œuvre au Musée de la même ville, qui menait alors une politique d’achat active afin d’appuyer son image de la cité balnéaire mieux connue comme la « Reine des plages ».

## Galerie

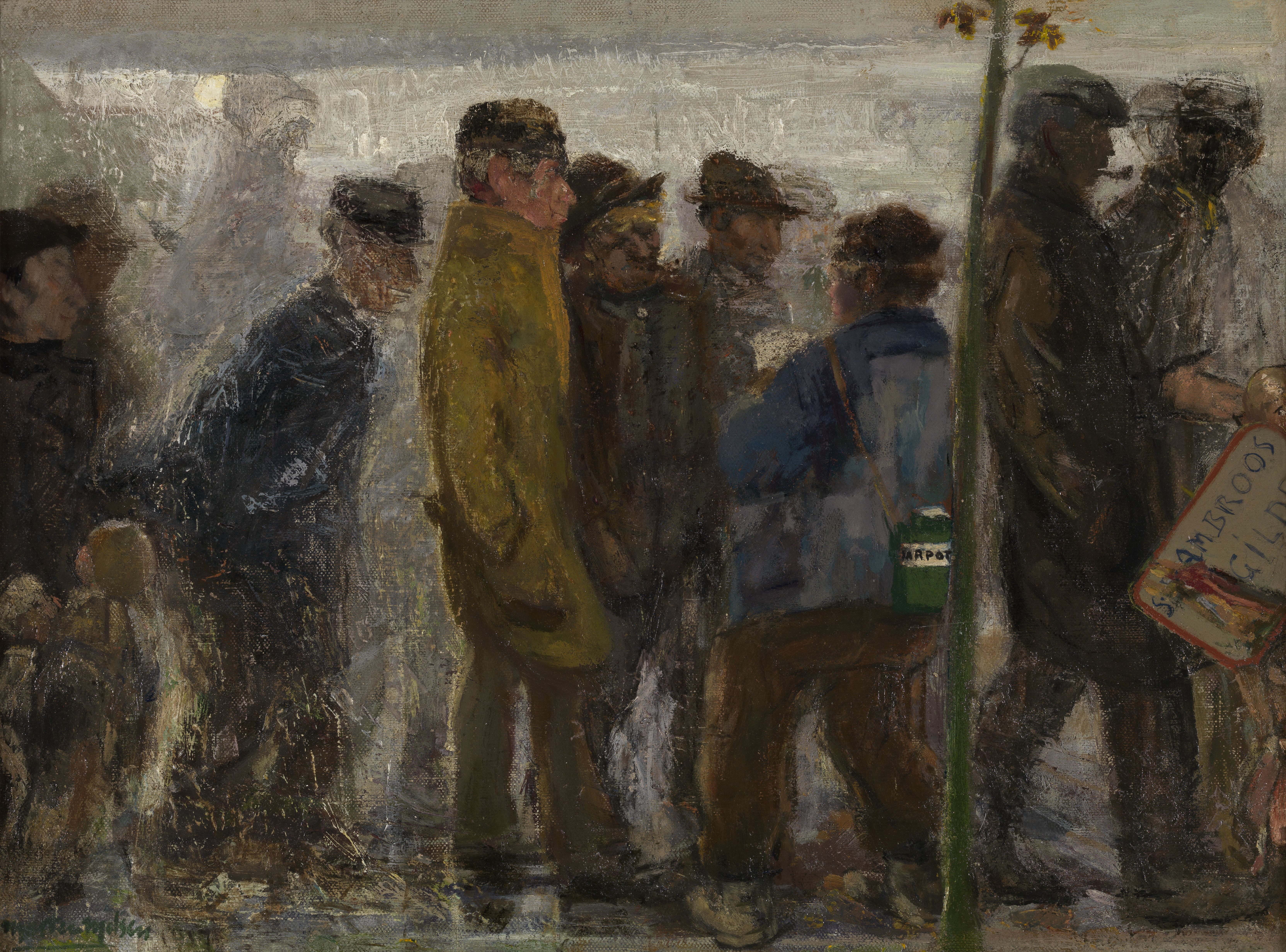
Les apiculteurs, Marten Melsen, 1937, Musée Royal des Beaux-Arts d'Anvers
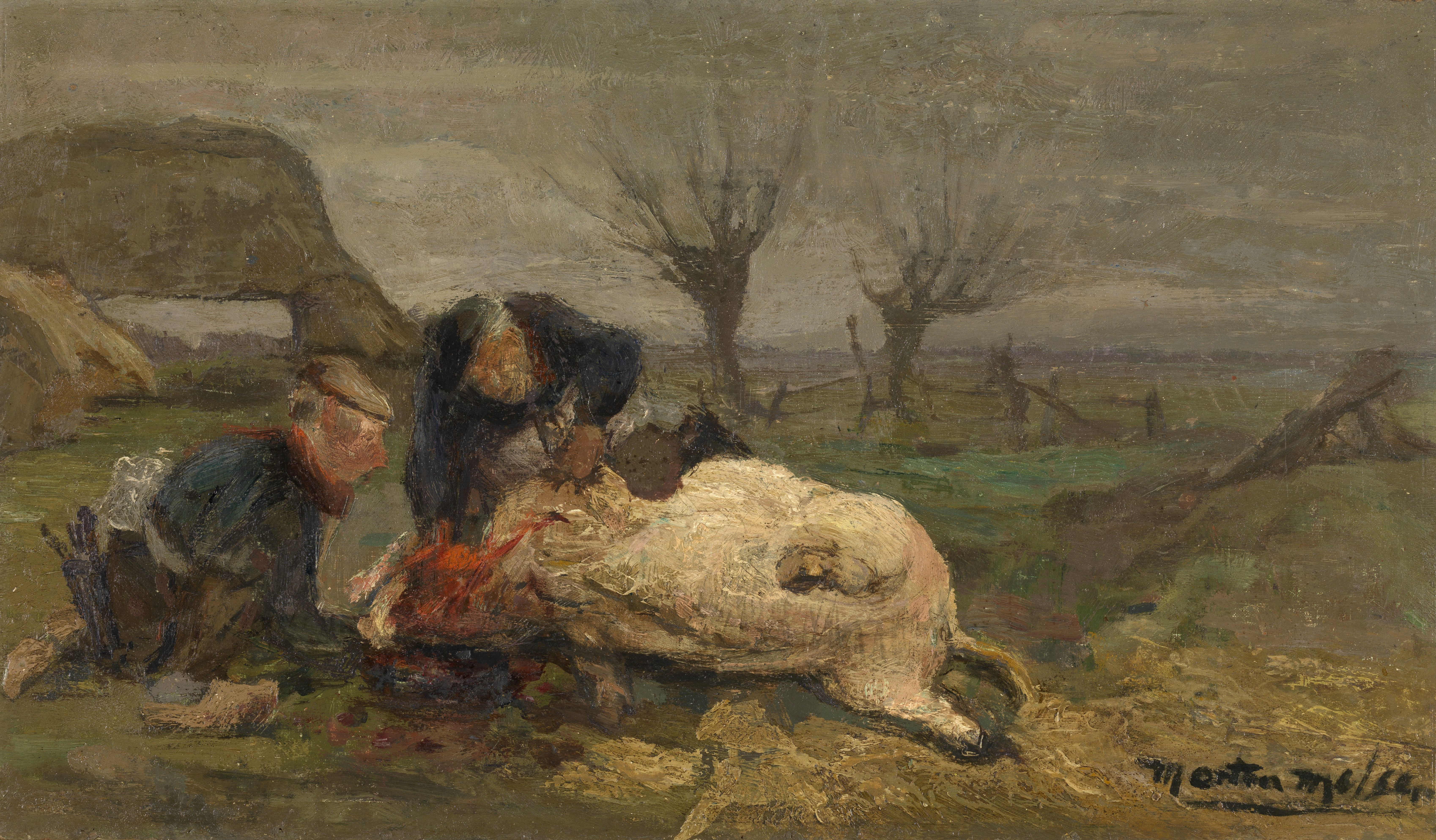
Le cochon abattu, Marten Melsen, 1901-1947, Musée Royal des Beaux-Arts d'Anvers
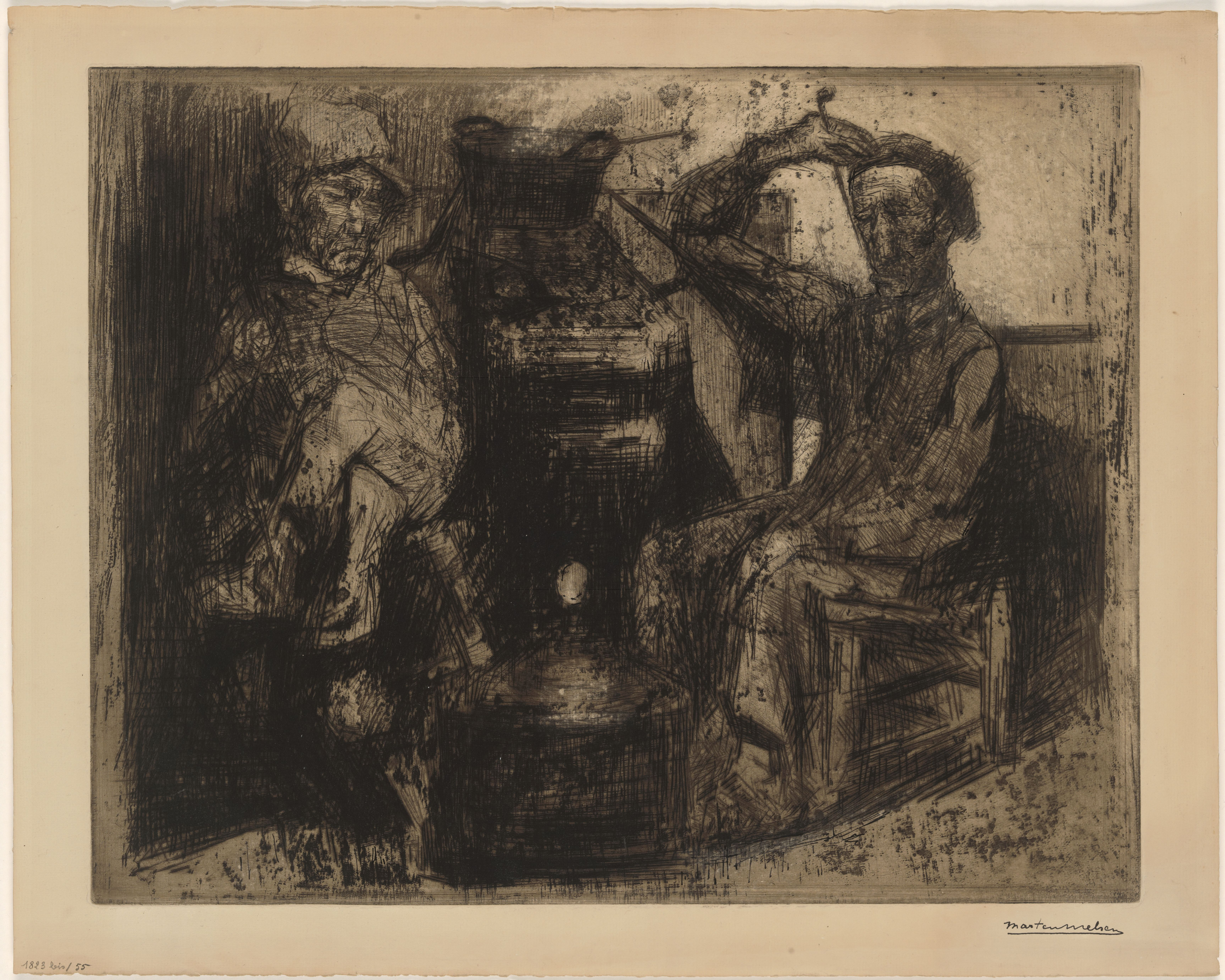
Rust, Marten Melsen, 1901-1947, Musée Royal des Beaux-Arts d'Anvers